# Stoetwegen
Stoetwegen was een heerlijkheid en dorp in de gemeente Zeist.

## Geschiedenis
De heerlijkheid Stoetwegen was een leen van het Sticht Utrecht totdat in 1741 Margaretha van Suchtelen (1696-1760) zowel met Stoetwegen als Wickenburgh werd beleend. Zij trouwde in 1724 met mr. Hendrik Assuërus Wttewaall (1699-1775), raad en burgemeester van Utrecht, waardoor beide heerlijkheden in het geslacht Wttewaall terechtkwamen en daar tot in de 20e eeuw bleven.
Stoetwegen maakte onderdeel uit van de gemeente Zeist die ook wel bekendstond onder de naam Zeist en Stoetwegen.